# Willy Graf
Wilhelm „Willy“ Graf, ab 1919 Wilhelm Ritter von Graf (* 26. Mai 1881 in Schwäbisch Hall; † 2. Juli 1965 in Stuttgart), war ein deutscher Architekt, der in Stuttgart lebte und arbeitete. Ferner war er Reserveoffizier bei der Bayerischen Armee, zuletzt im Dienstgrad Hauptmann der Reserve.

## Leben

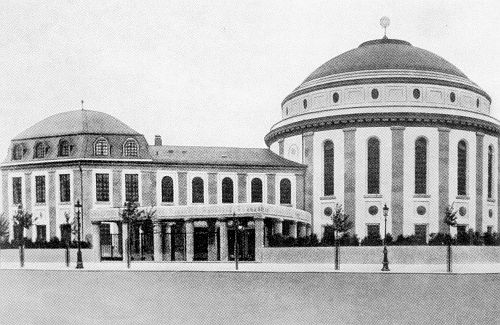
Ehemalige Hauptsynagoge Mainz

Graf war der Sohn des Baumeisters Johann Georg Graf. Er studierte an der Technischen Hochschule Stuttgart, war danach drei Jahre im württembergischen Staatsdienst tätig und legte 1904 das Staatsexamen im Hochbaufach ab. Danach arbeitete er bis zum Kriegsausbruch als freischaffender Architekt.

### Erste Jahre als freischaffender Architekt
Einige Jahre arbeitete er mit seinem ehemaligen Kommilitonen Franz Roeckle im Architektenbüro Graf & Roeckle zusammen. Mit ihm zusammen gewann er unter anderem 1904 den Wettbewerb um den Wiederaufbau der abgebrannten Gemeinde Ilsfeld und um den Bau der Frankfurter Westend-Synagoge, die von 1908 bis 1910 gebaut wurde.  Aus der Zeit der Zusammenarbeit mit Roeckle stammten auch die Entwürfe für die repräsentative Fassade des Bankhauses Gumbel in Heilbronn.
Zu Grafs bekanntesten Bauwerken aus dieser Zeit zählen das 1909/10 im Jugendstil erbaute Gymnasium in Kufstein und die zwischen 1911 und 1912 entstandene und in der Pogromnacht 1938 zerstörte Hauptsynagoge Mainz.
Willy Graf gewann 1910 den ersten Preis bei einem Wettbewerb um den Rathausumbau in Heidelberg. In den Jahren 1910 und 1911 wurde außerdem ein Schulgebäude in der Stuttgarter Weimarstraße nach seinen Plänen errichtet.

### Kriegseinsatz im Ersten Weltkrieg
Im Ersten Weltkrieg diente er als Reserveoffizier. Als Oberleutnant der Reserve und Kompaniechef im Radfahrer-Bataillon 3 war er Ende 1916 in Rumänien beim Kampf um die Festung Bukarest eingesetzt. Mit seiner nur mehr 53 Mann starken Kompanie erkundete er in der Nacht vom 5. zum 6. Dezember 1916 die Frontlinie und drang nach kurzem Feuergefecht über das Fortul Mogoșoaia in vier weitere Festungsabschnitte der Nordwestfront ohne Widerstand ein, deren Panzertürme ohne Geschütze waren. Beim Rückzug erbeutete seine Truppe eine Proviantkolonne, geriet dann unter rumänischen Beschuss und hielt die Stellung bis zum Eintreffen der eigenen Verstärkung. Die Aufklärungsoperation wurde als Voraussetzung für die anschließende Angriffsoperation beschrieben.
Graf erhielt für diesen Kriegseinsatz in Rumänien 1916 am 28. Oktober 1919 den Ritterorden des Militär-Max-Joseph-Ordens.

### Weimarer Republik und Drittes Reich

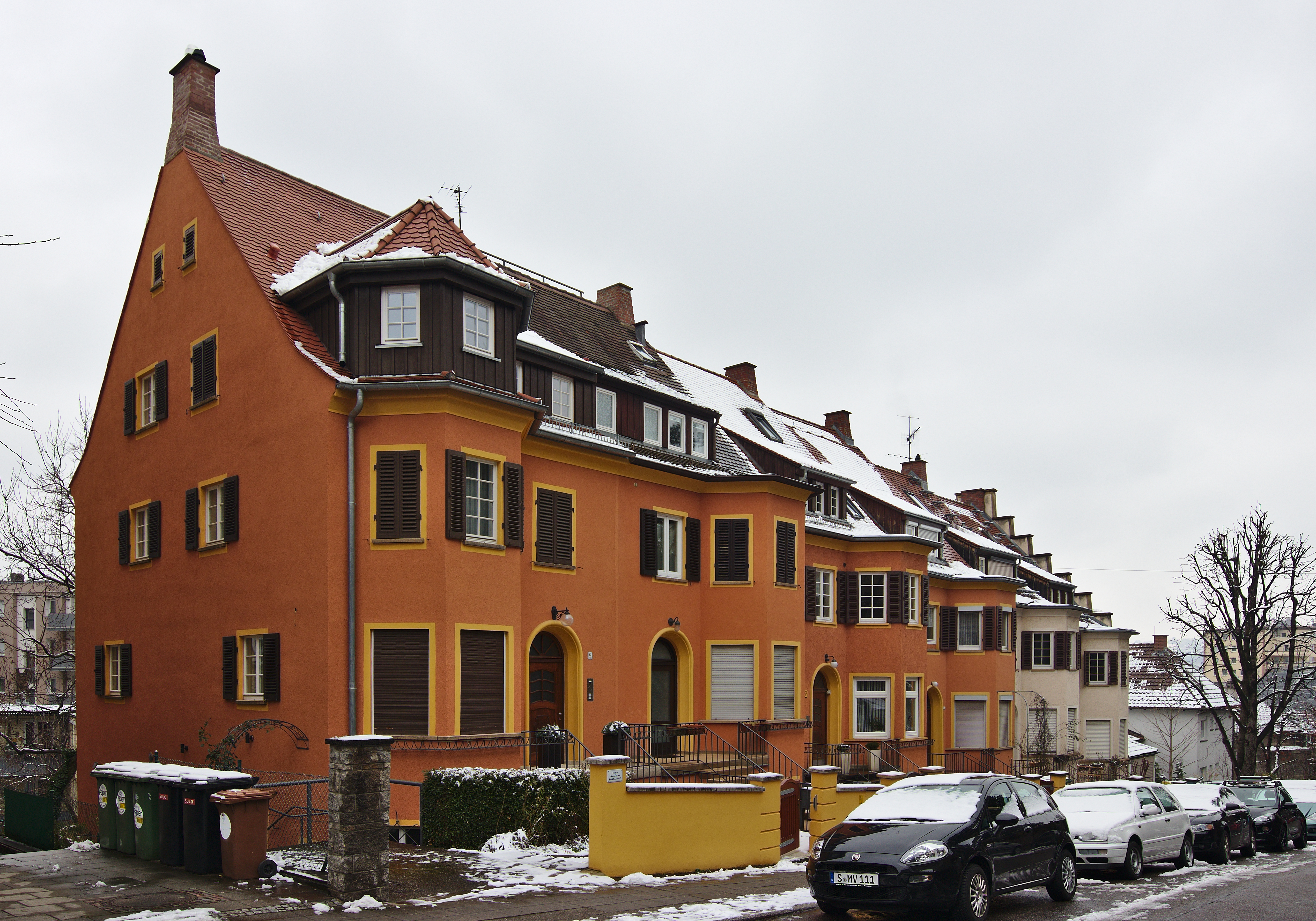
Reihenmietshäuser Sonnenbergstraße 6A-6F in Stuttgart.

Nach Kriegsende war der mittlerweile geadelte Wilhelm Ritter von Graf wieder als Architekt tätig. Von ihm stammt der Entwurf für die im Vorraum des Betsaals der Synagoge und des Gemeindezentrum Hospitalstraße aufgestellte Ehrentafel für die im Ersten Weltkrieg gefallenen jüdischen Soldaten aus Stuttgart, der von Josef Zeitler in Sandstein ausgeführt wurde.
Unter Denkmalschutz stehen die Reihenmietshäuser Sonnenbergstraße 6A bis 6F in Dobel, die 1925 nach Grafs Plänen errichtet wurden.
Bekannt ist auch, dass er 1937 – mittlerweile ein angesehener Architekt – bei der Karosseriefirma Wendler einen fortschrittlichen „Jagdwagen“ in Auftrag gab, den der Betriebsleiter und Konstrukteur Helmut Schwandner unter Beratung von Reinhard von Koenig-Fachsenfeld und durch Nutzung von Patenten Paul Jarays für ihn baute. Bei dem 1938 fertiggestellten Stromlinienfahrzeug handelt es sich um eine sechssitzige Limousine mit Ford-V8-Motor, die ihm als Familienfahrzeug diente. Das Auto wurde von den Alliierten beim Einmarsch nach dem Zweiten Weltkrieg beschlagnahmt. Von Graf sah das Fahrzeug nie wieder; die Konstruktionspläne behielt seine Witwe.
In den letzten Kriegsjahren 1944 bis 1945 arbeitete er in Stuttgart an der Wiederherstellung der durch Bombenangriffe zerstörten Gebäude.

### Jahre nach 1945
Nach Kriegsende wurde Wilhelm Ritter von Graf Leiter des Stuttgarter Instandsetzungsamtes, das mit Sitz in der Rotebühlstraße 72 ab dem 3. September 1946 für die Lenkung und Leitung der Beseitigung der Kriegsschäden an Wohnräumen zuständig war. Unterstützt wurde er in seiner Aufgabe von 71 Architekten, die ihm als Instandsetzungsleiter unterstellt waren. Das Amt, das eng mit der US-Militärregierung kooperierte, wurde 1948 in das Bauförderungsamt eingegliedert.
Im Anschluss arbeitete er wieder als freischaffender Architekt und entwarf vorwiegend Wohn- und Industriebauten.
1954 wurde zum Beispiel nach seinen Entwürfen neben dem Hamburg-Mannheimer-Haus in Stuttgart eine aus architektonischer Sicht bemerkenswerte Tankstelle mit Kfz-Pflegehalle und Verkaufspavillon in der Reinsburgstraße 1/1a im Internationalen Stil errichtet. Die ehemalige Tankstelle steht mittlerweile ebenfalls unter Denkmalschutz. Die eingeschossige ehemalige Großtankstelle bildet zur Kreuzung Paulinen-, Reinsburg-, Marienstraße einen vorgestellten geschwungenen Sockelbau für das dahinter liegende Büro-Hochhaus. Insgesamt kann der Baukörper in drei funktional unterschiedliche Bereiche gegliedert werden: Ein trapezförmiger gefliester Raum mit Pflegehallen und Torfront, beidseitige und miteinander verbundene Durchfahrten für den Tankvorgang und ein rundum verglaster Verkaufs- und Ausstellungspavillon zur Straßenkreuzung. Auffällig ist, dass die verkleidete Stahlskelett-Tragstruktur der Überdachung versucht, visuell eine Dachplatte aus Stahlbeton zu suggerieren. Der vorkragende sichtbare dünne Dachrand gibt dabei die vergleichsweise hohe Trägerhöhe kaum preis. Insbesondere stechen die durchdachten Detailausbildungen der sichtbaren Stahlrundrohrstützen und der filigran schmalen Rahmenprofile der Verglasungen hervor. Nachts wurde die Tankstelle eindrucksvoll durch ihre Beleuchtung in Szene gesetzt. Der Tankstellenbau spiegelt die charakteristischen Merkmale funktionalistischer und durch das Automobildesign geprägter Architektur der Fünfziger Jahre in qualitätvoller Ausbildung und hervorragender Überlieferung wider. Bereits 1993 wurde sie als Kulturdenkmal in die Denkmalliste aufgenommen. Aktuell dient die in ihrer Erscheinung kaum veränderte Anlage einem Autoglaser und einem Reifendienst als Firmensitz.

## Ehrungen
- 1919: Ritterorden des Militär-Max-Joseph-Ordens
- Die Willy Graf-Straße in Kufstein ist nach ihm benannt.